# Lago Yamanaka
Il lago Yamanaka (山中湖?, Yamanaka-ko) si trova nel villaggio di Yamanakako, nella prefettura di Yamanashi, vicino al Fuji. Si trova all'interno del parco nazionale Fuji-Hakone-Izu.

## Descrizione
Si è formato grazie ai flussi di lava provenienti da un'antica eruzione del Fuji. È drenato dal fiume Sagami ed è l'unico della regione dei cinque laghi ad avere un deflusso naturale.
Nel periodo Meiji vi furono introdotti carpe, leucischi e altri pesci; con il salmone rosso i primi sforzi non ebbero successo. Negli anni più recenti i pesci esotici introdotti hanno via via sostituito le specie autoctone. Quanto ai vegetali, nel 1956 vi è stata scoperta una varietà di marimo.
È un sito ricreativo famoso per canottaggio, pesca, sci nautico, windsurf e nuoto. Se il vento viene da ovest, il lago fornisce un passaggio regolare per il parapendio sul Monte Myōjinyama. Ci sono anche piccole cabine e siti per il campeggio. 
Nel 2013 è stato aggiunto alla World Heritage List come parte del sito culturale del Fuji.